# ITF Fukuoka
Das ITF Fukuoka (offiziell Fukuoka International Women’s Tennis) ist ein Tennisturnier der ITF Women’s World Tennis Tour, das in Fukuoka ausgetragen wird.

## Siegerliste

### Einzel
| Jahr                                            | Kategorie | Belag   | Siegerin             | Finalgegnerin       | Ergebnis        |
| ----------------------------------------------- | --------- | ------- | -------------------- | ------------------- | --------------- |
| 2001                                            | $50.000   | Rasen   | Alicia Molik         | Saori Obata         | 7:5, 6:3        |
| 2002                                            | $50.000   | Rasen   | Vanessa Webb         | Jeon Mi-ra          | 6:0, 6:4        |
| 2003                                            | $50.000   | Rasen   | Saori Obata          | Maria Elena Camerin | 2:6, 6:3, 6:3   |
| 2004                                            | $50.000   | Rasen   | Ana Ivanović         | Jarmila Gajdošová   | 6:2, 6:74, 7:64 |
| 2005                                            | $50.000   | Rasen   | Chan Yung-jan        | Ayumi Morita        | 6:3, 6:2        |
| 2006                                            | $50.000   | Rasen   | Chan Yung-jan        | Ayumi Morita        | 6:3, 4:6, 6:1   |
| 2007                                            | $50.000   | Teppich | Chan Yung-jan        | Casey Dellacqua     | 6:4, 6:4        |
| 2008                                            | $50.000   | Rasen   | Tomoko Yonemura      | Tamarine Tanasugarn | 6:1, 2:6, 7:68  |
| 2009                                            | $50.000   | Rasen   | Nikola Hofmanova     | Chang Kai-chen      | 6:3, 6:2        |
| 2010                                            | $50.000   | Rasen   | Junri Namigata       | Nikola Hofmanova    | 6:1, 6:2        |
| 2011                                            | $50.000   | Rasen   | Tamarine Tanasugarn  | Chan Yung-jan       | 6:4, 5:7, 7:5   |
| 2012                                            | $60.000   | Rasen   | Casey Dellacqua      | Monique Adamczak    | 6:4, 6:1        |
| 2013                                            | $60.000   | Rasen   | Ons Jabuer           | An-Sophie Mestach   | 7:62, 6:2       |
| 2014                                            | $60.000   | Rasen   | Naomi Broady         | Kristýna Plíšková   | 5:7, 6:3, 6:4   |
| 2015                                            | $60.000   | Rasen   | Kristýna Plíšková    | Nao Hibino          | 7:5, 6:4        |
| 2016                                            | $60.000   | Rasen   | Xenija Lykina        | Kyōka Okamura       | 6:2, 6:72, 6:0  |
| 2017                                            | $60.000   | Teppich | Magdaléna Rybáriková | Jang Su-jeong       | 6:2, 6:3        |
| 2018                                            | $60.000   | Teppich | Katie Boulter        | Xenija Lykina       | 5:7, 6:4, 6:2   |
| 2019                                            | W60       | Teppich | Heather Watson       | Sarina Dijas        | 7:61, 7:64      |
| Von 2020 bis 2022 fand das Turnier nicht statt. |           |         |                      |                     |                 |
| 2023                                            | W60       | Teppich | Natsumi Kawaguchi    | Katie Boulter       | walkover        |

### Doppel
| Jahr                                            | Kategorie | Belag   | Siegerinnen                           | Finalgegnerinnen                     | Ergebnis          |
| ----------------------------------------------- | --------- | ------- | ------------------------------------- | ------------------------------------ | ----------------- |
| 2001                                            | $50.000   | Rasen   | Rika Hiraki Nana Miyagi               | Julie Pullin Loma Woodroffe          | 6:0, 7:63         |
| 2002                                            | $50.000   | Rasen   | Shinobu Asagoe Ch Yoon-jeong          | Julie Pullin Loma Woodroffe          | 6:2, 6:4          |
| 2003                                            | $50.000   | Rasen   | Līga Dekmeijere Nana Miyago           | Rika Fujiwara Saori Obata            | 6:2, 2:6, 6:4     |
| 2004                                            | $50.000   | Rasen   | Rika Fujiwara Saori Obata             | Monique Adamczak Nicole Kriz         | 6:2, 6:4          |
| 2005                                            | $50.000   | Rasen   | Ryōko Fuda Seiko Okamoto              | Chan Yung-jan Chuang Chia-jung       | 6:2, 7:61         |
| 2006                                            | $50.000   | Rasen   | Chan Yung-jan Chuang Chia-jung        | Leanne Baker Christina Horiatopoulos | 6:1, 6:2          |
| 2007                                            | $50.000   | Teppich | Ayumi Morita Akiko Yonemura           | Rika Fujiwara Junri Namigata         | 6:2, 6:2          |
| 2008                                            | $50.000   | Rasen   | Melanie South Nicole Thijssen         | Maya Kato Julia Moriarty             | 4:6, 6:3, [14:12] |
| 2009                                            | $50.000   | Rasen   | Akiko Yonemura Tomoko Yonemura        | Ayaka Maekawa Junri Namigata         | 6:2, 6:73, [10:3] |
| 2010                                            | $50.000   | Rasen   | Misaki Doi Kotomi Takahata            | Marina Eraković Alexandra Panowa     | 6:4, 6:4          |
| 2011                                            | $50.000   | Rasen   | Shūko Aoyama Rika Fujiwara            | Aiko Nakamura Junri Namigata         | 7:63, 6:0         |
| 2012                                            | $60.000   | Rasen   | Monique Adamczak Stephanie Bengson    | Misa Eguchi Akiko Ōmae               | 6:4, 6:4          |
| 2013                                            | $60.000   | Rasen   | Junri Namigata Erika Sema             | Rika Fujiwara Akiko Ōmae             | 7:5, 3:6, [10:7]  |
| 2014                                            | $60.000   | Rasen   | Shūko Aoyama Eri Hozumi               | Naomi Broady Eleni Daniilidou        | 6:3, 6:4          |
| 2015                                            | $60.000   | Rasen   | Naomi Broady Kristýna Plíšková        | Eri Hozumi Junri Namigata            | 6:3, 6:4          |
| 2016                                            | $60.000   | Rasen   | Indy de Vroome Aleksandrina Najdenowa | Nigina Abduraimova Xenija Lykina     | 6:4, 6:1          |
| 2017                                            | $60.000   | Teppich | Junri Namigata Kotomi Takahata        | Erina Hayashi Robu Kajitani          | 6:0, 6:73, [10:7] |
| 2018                                            | $60.000   | Teppich | Naomi Broady Asia Muhammad            | Tara Moore Amra Sadiković            | 6:2, 6:0          |
| 2019                                            | W60       | Teppich | Naomi Broady Heather Watson           | Kristie Ahn Alison Bai               | kampflos          |
| Von 2020 bis 2022 fand das Turnier nicht statt. |           |         |                                       |                                      |                   |
| 2023                                            | W60       | Teppich | Emina Bektas Lina Glushko             | Ma Yexin Alana Parnaby               | 7:5, 6:3          |

## Quelle
- ITF Homepage